# Фёдорова, Светлана Георгиевна
Светлана Георгиевна Фёдорова (урождённая Гринберг; 8 октября 1944, Москва, РСФСР, СССР) — советская спортсменка, игрок в настольный теннис, двукратная чемпионка мира (1969 год, в командном и парном разрядах), трёхкратная чемпионка Европы, неоднократная чемпионка СССР. Заслуженный мастер спорта СССР (1969).

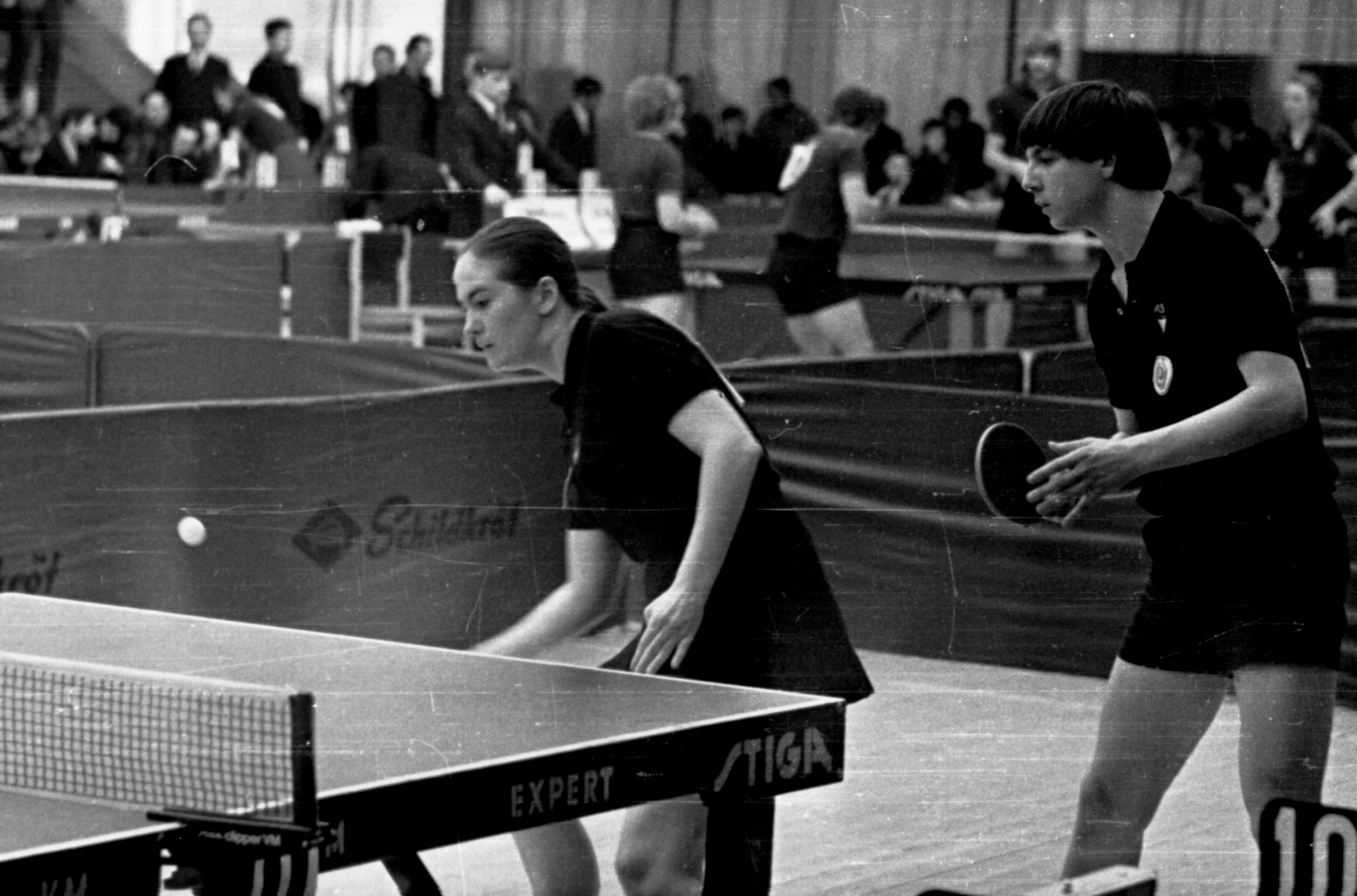
Светлана Гринберг и Анатолий Строкатов в 1972 году

Самой высокой позицией в мировом рейтинге ITTF было 4-е место в 1969 году.
В настоящее время судья по настольному теннису, с 2008 года обладает высшей международной категорией Blue Badge.